# Meyrem Almaci
Meyrem Almaci, née le 25 février 1976 à Saint-Nicolas, est une femme politique belge, membre du parti Groen. Elle est alternativement élue conseillère communale d'Anvers, députée du Parlement fédéral et députée au Parlement flamand. Du 15 novembre 2014 à sa démission en mars 2022, elle est la présidente de ce parti. 

## Biographie
Meyrem Almaci est née dans une famille ouvrière de onze enfants. Ses parents sont des travailleurs immigrés turcs, le père arrive en 1960 et sa mère le rejoint en 1974. La famille vit à Saint-Gilles-Waes .
Meyrem Almaci fait des études à l'Université de Gand où elle obtient une maîtrise en sciences culturelles comparées et un baccalauréat en travail social. 
De 2002 à 2007, elle travaille comme assistante scientifique sur des projets de recherche sur le choix et la réussite des études des immigrés dans l'enseignement supérieur à la Vrije Universiteit Brussel et à la KU Leuven.

## Carrière politique

### Débuts
Meyrem Almaci se sent concernée par les questions d'environnement. Elle est membre du World Wild Fund (WWF) et de Greenpeace et s'inquiète de l'absence d'une économie durable. Ce sont ces préoccupations qui la conduisent vers Groen.
Elle crée en 2000 une section d'Agalev, l'ancien nom du parti Groen, dans sa commune Saint-Gilles-Waes et y est élue conseillère communale de 2001 à 2006. De 2005 à 2006, elle est porte-parole des Jong Groen! et, de 2006 à 2007, elle assure la présidence du mouvement.
En 2006, elle s'installe à Berchem, où elle devient conseillère de district jusqu'en 2007, quand elle déménage à Deurne.

### Parlementaire
Aux élections législatives de 2007, Meyrem Almaci est en tête de la liste Groen dans la circonscription d'Anvers. Elle est élue le 10 juin 2007 avec 14 628 votes préférentiels. 
Meyrem Almaci est nommée présidente du groupe bilingue commun Ecolo-Groen au Parlement. Chez Ecolo/Groen, cette fonction est exercée alternativement par un ou une députée d'Ecolo et un ou une députée de Groen. Meyrem Almaci partage cette responsabilité alternativement avec Jean-Marc Nollet, Muriel Gerkens et Olivier Deleuze.
Elle est réélue en 2010 avec 25 100 votes préférentiels, ce qui permet l'élection d'un deuxième député pour Groen à Anvers, Kristof Calvo. 
En 2014, elle obtient 44 150 voix préférentielles aux élections législatives, ce qui lui permet de prolonger son mandat à la Chambre des représentants. Aux élections de 2019, elle mène la liste Groen aux élections du Parlement flamand dans la circonscription électorale d'Anvers. Elle est élue avec 50 848 votes de préférence.
Comme parlementaire, Meyrem Almaci traite du contrôle budgétaire, des dossiers financiers et du budget de l'État. Elle se distingue lors de la crise bancaire et notamment dans la commission spéciale dite "Commission Dexia". Elle demande à plusieurs reprises que la Commission soit dotée de pouvoirs d'enquête afin de pouvoir obliger les acteurs principaux à comparaître et les faire témoigner sous serment. Les députés des partis au gouvernement ne la suivent pas sur cette voie. Au contraire, ils essaient de la bannir de la commission sur base de rumeurs selon lesquelles elle et son collègue Ecolo Georges Gilkinet auraient divulgué des informations confidentielles à la presse. Cependant, il a été prouvé qu'elle n'était même pas présente à la réunion concernée.

### Conseillère communale d'Anvers
Lors des élections municipales d'octobre 2012, Meyrem Almaci est la tête de liste de Groen à Anvers. Elle est élue avec 8037 votes de préférence. Elle démissionne du Conseil communal en 2015, lorsqu'elle devient présidente de Groen, le parti étant strict sur l'interdiction du cumul des mandats. Elle se représente cependant en 2018 en fin de liste, est élue mais décide de ne pas occuper son siège.

### Présidente de Groen
Le 21 septembre 2014, Meyrem Almaci est candidate à la présidence du parti Groen, avec Jérémie Vaneeckhout comme colistier. Elle est en compétition avec Elke Van den Brandt. Le 15 novembre 2014, elle est élue présidente avec 60 % des voix, succèdant ainsi à Wouter Van Besien,.
Elle est réélue en septembre 2019 pour un deuxième mandat, cette fois avec Dany Neudt comme vice-président avec 53,2 % des voix, devançant de peu Björn Rzoska,.
Elle est autorisée par le Conseil politique de Groen à conserver son siège au Parlement flamand.

#### Démission de la présidence
Le 23 mars 2022, elle annonce sa démission de la fonction de présidente officiellement pour consacrer plus de temps à sa famille. Depuis son second mandat, elle est fragilisée en interne. Son énergie peut user ses collaborateurs et surtout, le demi-échec de Groen aux élections législatives de 2019 divise le parti. On lui reproche également de ne pas avoir fait entrer Kristof Calvo dans le nouveau gouvernement Vivaldi en octobre 2020,.
Elle reste présidente par intérim jusqu'à l'élection d'une nouvelle présidente avant l'été 2022 et continue à exercer sa fonction de députée au Parlement flamand.

### Député
Elle est élue députée à la Chambre des représentants à la suite des élections législatives fédérales belges de 2024.

## Polémiques
Meyrem Almaci est parfois accusée de ne pas se prononcer sur des questions jugées importantes, comme son abstention lors du vote sur l'interdiction de la burqa (ou voile intégral) en Belgique.
Le 30 avril 2015, lors de la minute de silence au Parlement à l'occasion des cent ans du génocide arménien, on lui reproche de ne pas être présente mais son parti souligne qu'elle avait d'autres obligations à l'époque. Cependant, lorsque le gouvernement reconnaît le génocide le 18 juin 2015, elle soutient le Premier ministre par des applaudissements et elle vote en faveur de la résolution relative à la commémoration marquant le centenaire du génocide arménien.

## Décoration
- Officier de l'ordre de Léopold (2024)[26].

## Publications
- (nl) De allochtone student(e) aan de VUB. Samenvatting van het rapport “project gelijke kansen: hoe beter aansluiten bij de multiculturele maatschappij ? Vrije Universiteit Brussel, 2003 25 p.
- (nl) De allochtone student(e) in het onderwijs: hoe beter aansluiten bij de multiculturele maatschappij ? Bruxelles, VUB, 2003, 46 p.
- (nl) Universiteit rijmt op diversiteit... Over allochtonen in het hoger onderwijs,  THEMA, Tijdschrift voor Hoger Onderwijs en Management, 11, nr. 4, pp. 30 - 36.
- (nl) avec M.  Van Craen, Verweesd, Verdwaald, Verloren ? Allochtonen in het Vlaams Universitair Landschap, Tijdschrift voor Onderwijsrecht en Onderwijsbeleid, 2004-2005, nr. 2-3, pp.123 -135.
- (nl) avec M. Van Craen, De ondervertegenwoording van allochtonen in het universitair onderwijs: cijfers, oorzaken en remedies, De arbeidsmarkt in Vlaanderen. Jaarboek editie 2005, pp. 209-228.
- (nl) avec K. De Meester, K. , Op zoek naar gelijke onderwijskansen in het Vlaamse hoger onderwijs Van de strijd tegen 'waste of talent’ naar ‘talent search’. Delta,2005, n. 7, pp. 8-16.
- Casse-tête autour du foulard : le grand écart des progressistes, Politique, revue de débats, Bruxelles, n°55, juin 2008 Lire en ligne
- (nl) Respect is de nieuwe Punk : durven opstaan in turbulente tijden, Gand, Borgerhoff & Lamberigts, 2017,  247 p.